# 帕里亞卡卡山

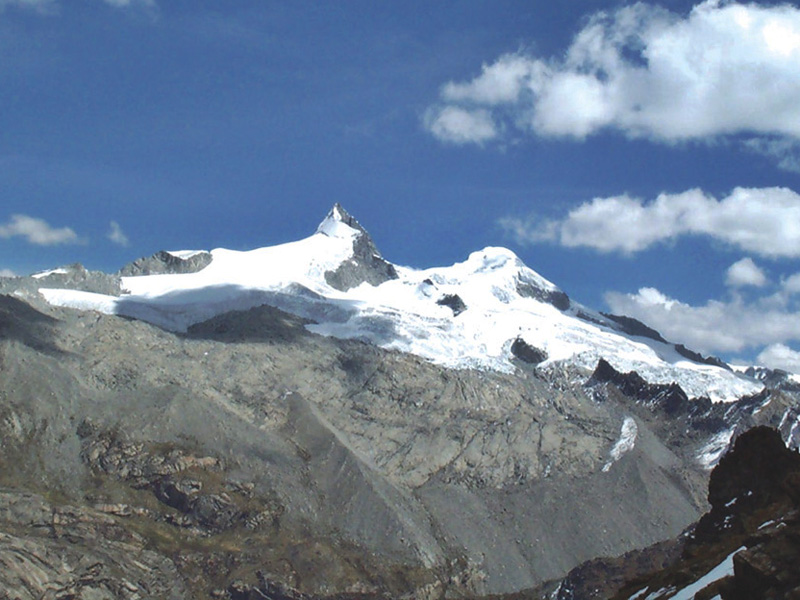

11°59′30″S 75°59′30″W / 11.99167°S 75.99167°W
帕里亞卡卡山（西班牙語：Nevado Pariacaca），是秘魯的山峰，位於該國中部胡寧大區和利馬大區之間，屬於安第斯山脈中帕里亞卡卡山脈的一部分，海拔高度5,750米，人類在1936年首次登頂。